# Albertowo
Albertowo (do 31 grudnia 2002 Pogórze) – część wsi Morawy w Polsce, położona w województwie pomorskim, w powiecie kwidzyńskim, w gminie Gardeja.
W latach 1975–1998 Albertowo administracyjnie należało do województwa elbląskiego. 1 stycznia 2003 nastąpiła zmiana nazwy z Pogórze na Albertowo.